# 江銕
江銕，又名江鐵，字志堅，福建建宁府建安县人，明朝政治人物。

## 生平
建文四年（1402年），壬午科福建鄉試中舉。永樂二年（1404年），登甲申科進士，授休宁县知县，選翰林院庶吉士，參與編撰《永樂大典》。累官监察御史、广东布政司右参议。